# Gero-Codex

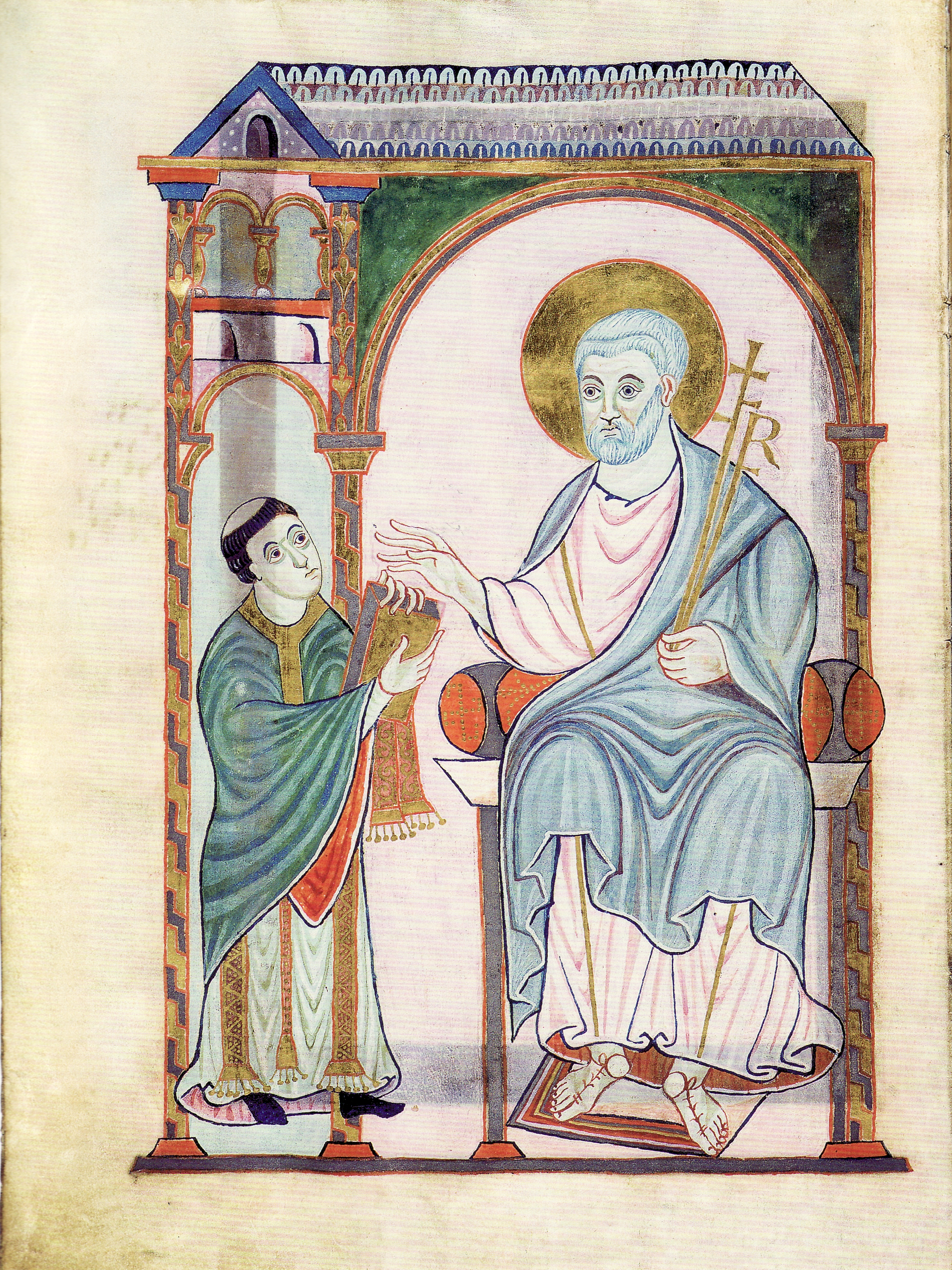
Widmungszyklus des Gero-Codex: Gero überreicht dem heiligen Petrus den Codex (fol 6^{v})

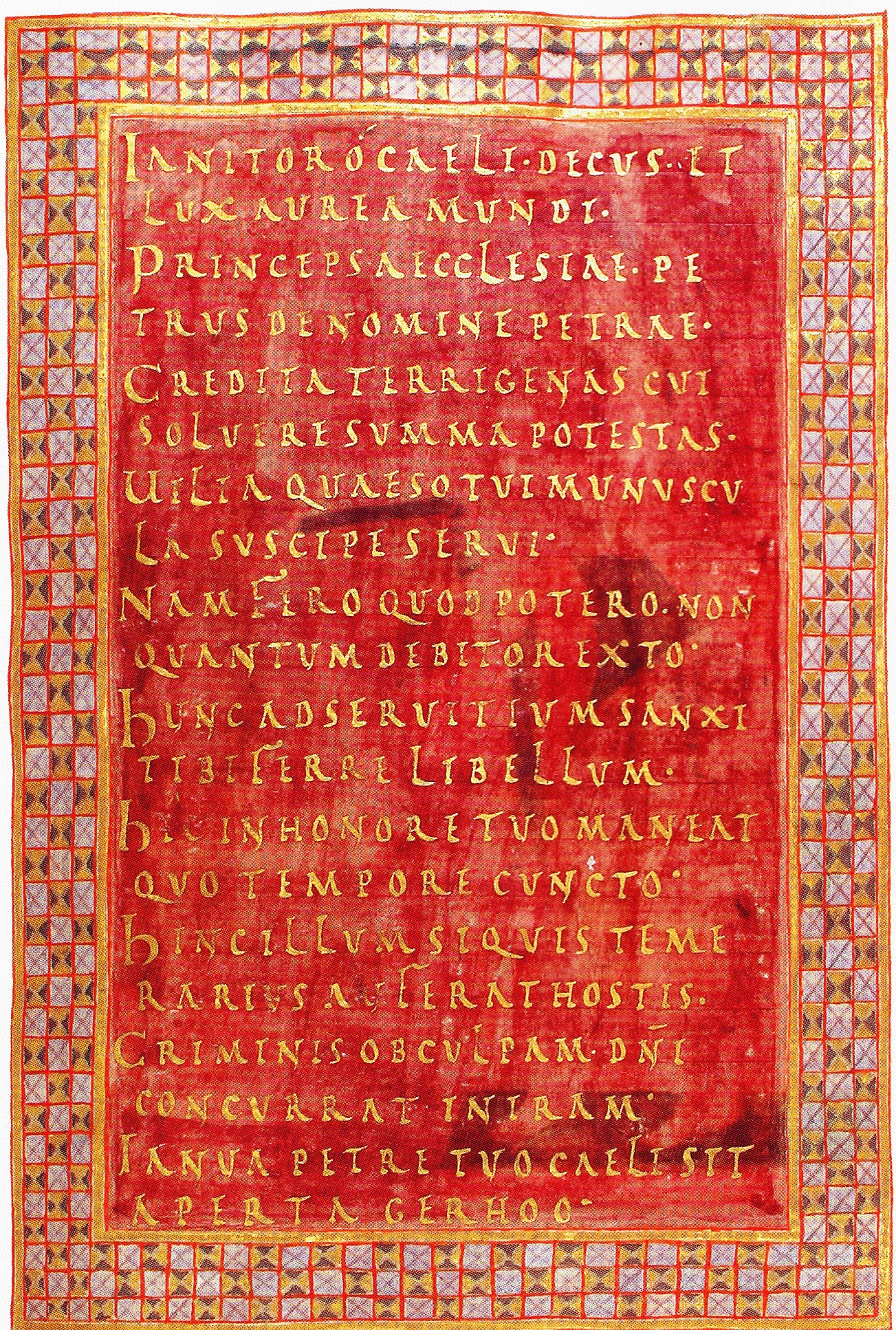
Widmungsgedicht des Gero auf Petrus (fol 7^{r}). Auszüge in deutscher Übersetzung:
„Pförtner des Himmels, Zierde und goldenes Licht der Welt, Fürst der Kirche, Petrus genannt nach dem Felsen, dem höchste Macht gegeben ist, irdische Schulden zu lösen.
Nimm an – bitte ich – das wertlose Geschenk deines Dieners. Denn ich bringe was ich kann, nicht wie viel ich als Schuldner aufbieten muss. Für diesen Dienst habe ich Dir das Büchlein darbringen lassen. Dieses soll für alle Zeit zu Deiner Ehre erhalten bleiben. Wenn es ein verblendeter Feind wegnimmt, soll er wegen der Schuld des Verbrechens den Zorn des Herrn auf sich ziehen.
Petrus, deine Himmelstür möge Gero offen stehen.“

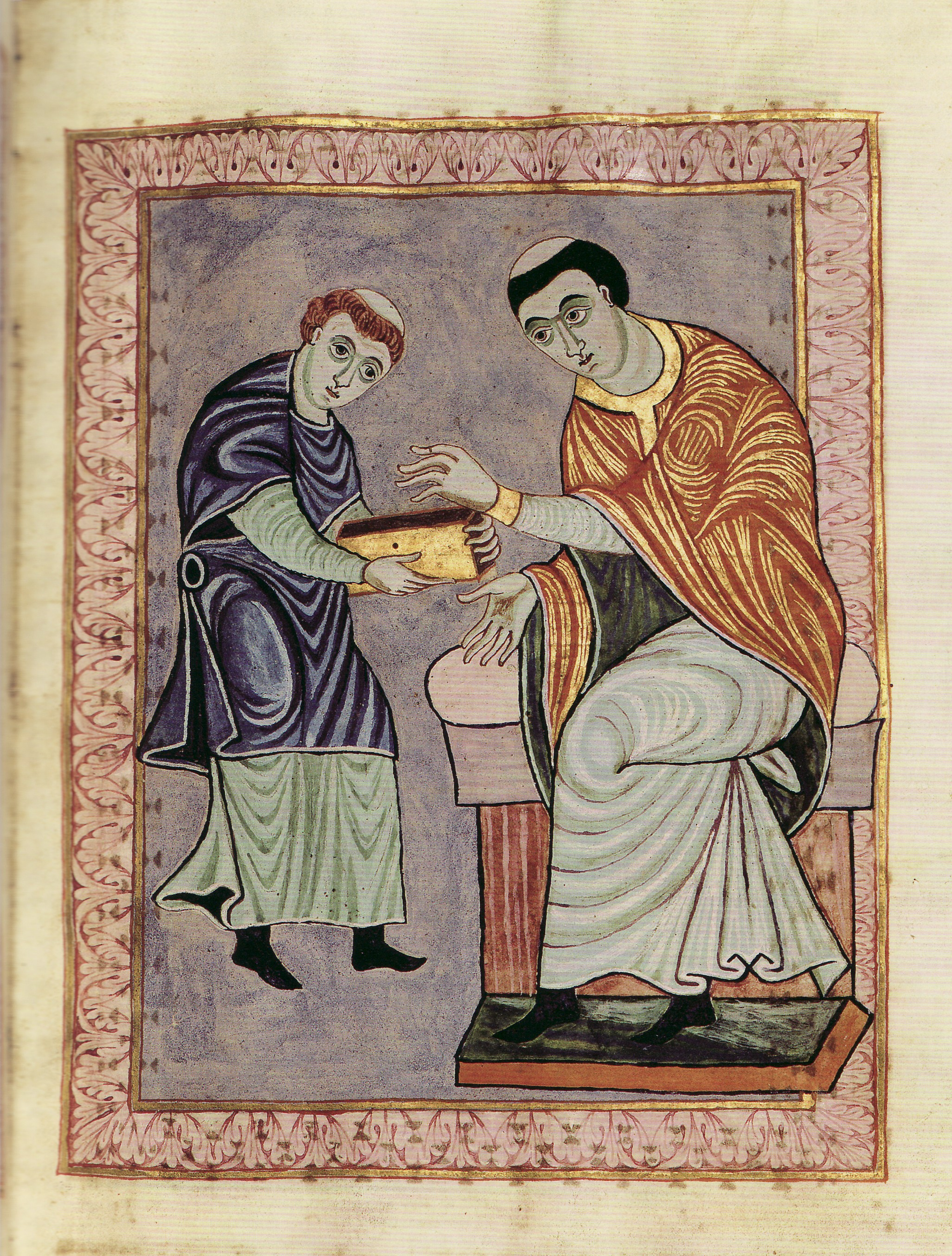
Widmungszyklus des Gero-Codex: Der Schreiber Anno übergibt Gero das Werk (fol 7^{v})

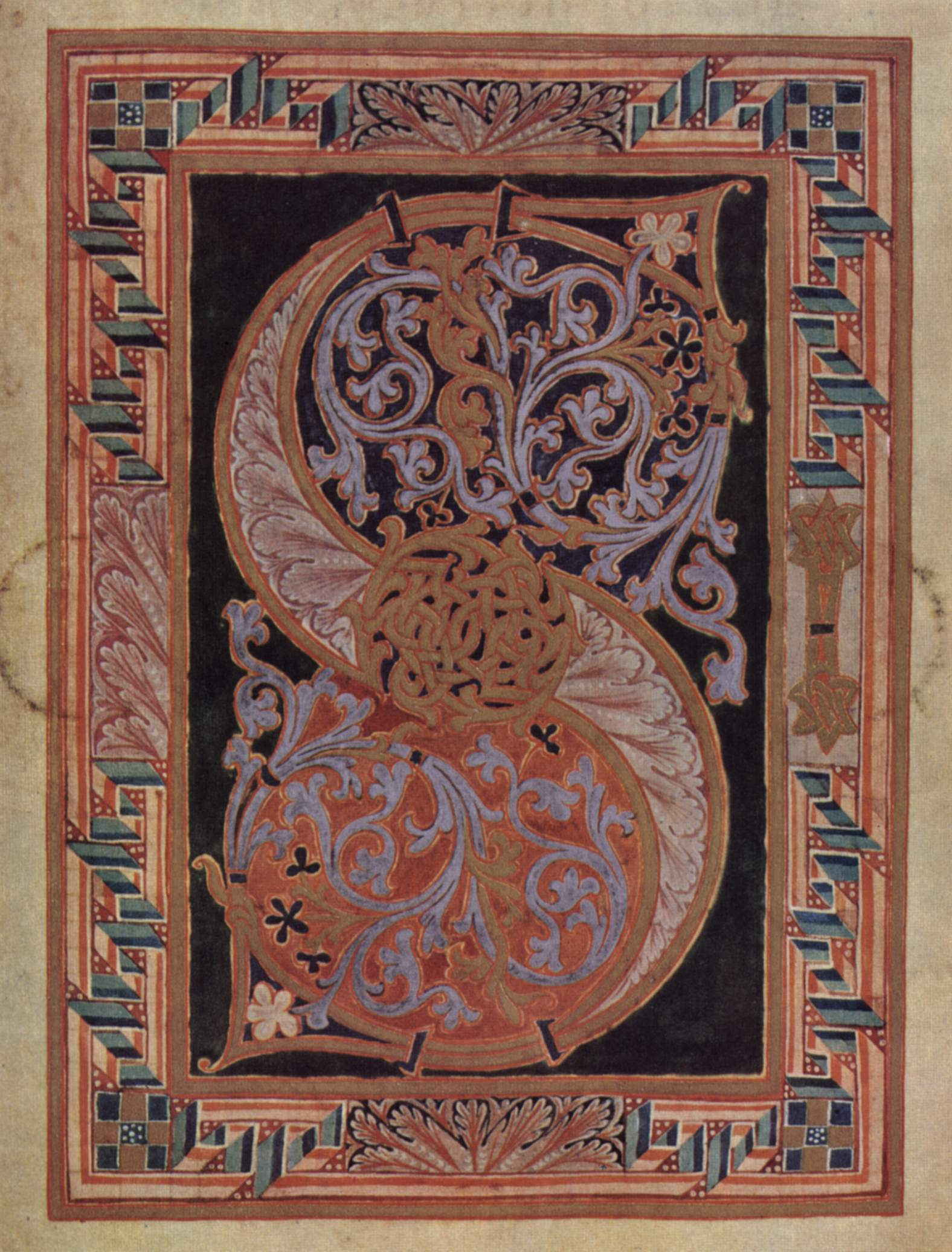
Initiale S aus dem Gero-Codex (fol 103^{v})

Der Gero-Codex ist die älteste der mittelalterlichen Handschriften, die der Buchmalerschule des Klosters Reichenau zugeschrieben werden kann. Sie wurde um das Jahr 969 vermutlich für den späteren Kölner Erzbischof Gero angefertigt. Die Bilderhandschrift ist ein herausragendes Beispiel der ottonischen Buchmalerei und wurde in die Liste des Weltdokumentenerbes der UNESCO aufgenommen. Es handelt sich um ein Evangelistar oder Perikopenbuch, das die Evangelientexte des Kirchenjahres enthält. Es war so zusammengestellt, dass es die für die Heilige Messe nötigen Teile der Evangelien enthielt und so während der Liturgie genutzt werden konnte. Die Handschrift wird heute in der Universitäts- und Landesbibliothek Darmstadt unter der Signatur Hs. 1948 aufbewahrt.

## Künstler und Stifter
Der Schreiber und wohl auch Illustrator war nach Widmung (fol 8r) ein Mönch mit Namen Anno aus der Malschule des Klosters Reichenau. Dort ist er für 958 als Subdiakon belegt. Nach Anno wird eine Gruppe von Reichenauer Manuskripten als Anno-Gruppe bezeichnet. Dazu zählen das Petershausener Sakramentar (Universitätsbibliothek Heidelberg, Cod. Sal. IXb), das Epistolar in Cambridge (Fitzwilliam Museum, McClean 30) und ein Fragment eines Missale in Paris (BnF, Bibliotheque de l’Arsenal, Ms.610). Nach älteren Forschungen soll der Künstler Eburnat geheißen haben. Dementsprechend gibt es auch die Bezeichnung Eburnat-Gruppe. In dem Widmungstext bittet Anno den Auftraggeber Gero um Gebete für sich und gibt der Hoffnung Ausdruck, dereinst denselben himmlischen Lohn zu erhalten, wie ihn der Stifter erwarten darf.
Möglicherweise sind die letzten drei in etwas kleinerer Schrift verfassten Seiten von einer anderen Hand.
Dem Widmungsgedicht nach wurde die Handschrift für Gero geschrieben, der sie dem Heiligen Petrus für eine diesem geweihte Basilika widmete. Da der Kölner Dom dem heiligen Petrus geweiht ist, erlaubte dieses die Identifikation Geros mit Erzbischof Gero von Köln. Für die Datierung entscheidend ist der Hinweis, dass der Stifter Gero als „Basilicae Petrie custos“ und damit noch nicht als Erzbischof bezeichnet wird. Wenn dem so ist, würde das Werk vor das Jahr 969 zu datieren sein. Sollte der Kustostitel als Umschreibung des erzbischöflichen Amtes verwendet worden sein, würde es in die Zeit zwischen 969 und 976 fallen. Da Gero im Widmungsbild nicht im bischöflichen Ornat dargestellt ist, dürfte die These von der Entstehung vor 969 wahrscheinlich sein.
Geros Motiv für die Stiftung wird im Widmungsgedicht genannt. Er hofft darauf, dass Petrus ihm als Dank für das Geschenk die Himmelstür öffnet. Über weitere Motive gibt es keine Auskunft. Gero, der einem bedeutenden Adelsgeschlecht entstammte und wohl dem Kölner Domkapitel angehörte, zeigte, dass er über die Mittel verfügte, eine solche Prachthandschrift anfertigen zu lassen. Damit erhoffte er sich möglicherweise Vorteile im Wettbewerb bei einer künftigen Erzbischofswahl.

## Beschreibung

### Äußere Erscheinung und Text
Die 30 × 23 cm messende Handschrift besteht aus 176 Pergamentblättern. Diese sind jeweils 29,7 × 22,2 cm groß. Das Werk enthält 298 Lesungen für das Kirchenjahr. Der Einband besteht aus lederbezogenen Holzdeckeln. Die Holzdeckel sind original, wurden aber mit neuem Leder überzogen. Diese weisen eine Vertiefung in der Mitte auf, die ursprünglich eine Elfenbeinarbeit enthielt. Bei Restaurierungsarbeiten 1949 wurde der Buchrücken mit Rauleder erneuert. Anstelle der Vorsatzblätter aus Papier wurde Pergament eingesetzt.
Geschrieben ist es in karolingischer Minuskel des 10. Jahrhunderts. Für die Titelseiten wurde die Capitalis rustica verwendet. Der Satzspiegel ist einspaltig und in 21 Zeilen pro Seite gegliedert.

### Bilder und Initialen
Bedeutsam ist die Handschrift wegen acht Illustrationen. Diese ganzseitigen Miniaturen sind:
- die Widmung Annos an den Stifter Gero,
- dessen Widmung der Handschrift an den Apostel Petrus,
- vier Darstellungen mit je einem Evangelisten,
- die Darstellung der Maiestas Domini (Die Majestät des Herrn)
- und der Frauen am Grab Jesu in der Osterinitiale M.

Die Evangelistenbilder und die Maiestas Domini haben die Darstellungen des 150 Jahre älteren Lorscher Evangeliars zum Vorbild. Auf fol 1 ist Matthäus dargestellt, es folgen Marcus, Lucas und Johannes. Nach dem Vorbild der Ada-Schule sind die Evangelisten unter einer Bogenarchitektur in sitzender und schreibender Pose dargestellt. Über ihren Köpfen befinden sich die üblichen Symbole der dargestellten Personen. Die Abgebildeten werden im Dreiviertelprofil dargestellt und wahren damit Distanz zum Betrachter. Insbesondere die Anordnung der Evangelisten am Beginn des Werkes weist auf das Lorscher Evangeliar zurück.
Auf den Rektoseiten neben den Bildern befinden sich ornamental gerahmte Flächen in Purpur. Auf diesen stehen mit goldfarbener Tinte geschriebene Verse auf die abgebildeten Personen. Das Bild der Maiestas Domini (fol 5v) befindet sich in einem ornamentalen Kreisrahmen mit Medaillons der vier Symbole der Evangelisten. Auf fol 6v beginnt der Reigen der Widmungsbilder. Auf diesem sind Petrus und Gero unter einem stilisierten Kirchenbau abgebildet. Dabei betonen verschiedene Aspekte die Unterschiede zwischen Gero und Petrus. Besonders signifikant sind die Größenunterschiede beider Figuren. Petrus wird durch Nimbus, Thron und auch Vermeidung des Blickkontaktes mit Gero sowie durch die Farbgebung überhöht. Dagegen blickt Gero, in priesterliche Gewänder gekleidet, demütig zu Petrus auf. Unklar ist die Deutung der zwei Stäbe/Schlüssel in der Hand des Petrus, die in Buchstaben auslaufen. Die einen lesen dies als Petr., die anderen sehen darin die Buchstaben FR für Forum als Begriff für Gerichtsbarkeit. Auf fol. 7v ist der Mönch Anno zu sehen, der dem sitzenden Stifter Gero das fertige Buch überreicht. Im Gegensatz zur unterschiedlichen Farbgebung des Hintergrundes im Fall Petrus und Gero im ersten Widmungsbild sind die Figuren des Anno und des Gero beide vor einem blassblauen Hintergrund dargestellt. Auf diesem Bild ist Gero durch Größe, thronähnlichen Sitz und Pracht der Gewänder die dominante Gestalt. Demgegenüber reicht der Mönch Anno Gero in demütiger Haltung das fertige Buch dar.
Auch bei den Widmungsbildern befinden sich auf den Rektoseiten beschriftete Purpurtafeln. Die folgenden Seiten (fol 8v–10r) sind leer. Es folgen zwei Seiten mit prachtvollen Initialen aus Goldschrift, Purpur und anderen Bestandteilen. Ähnliche Initialseiten finden sich auf fol 13r und fol 85r. Auf fol 86r finden sich dagegen im M des Namens Maria Darstellungen von Frauen und Engeln vor dem leeren Grab Jesu. Zu Beginn des Pfingstevangeliums stehen zwei Zierseiten. Auf der ersten wird Goldschrift auf Purpur eingesetzt. Die zweite zeigt ein reich ornamentiertes S auf grünem Untergrund. Auch das Evangelium Natale S. Petri beginnt mit einer Zierseite. Insgesamt finden sich fast auf jeder Seite des Werkes weitere kleinere Initialen etwa 4–5 Zeilen hoch im Text. Die Initialen dienen der Markierung von Abschnitten und erleichterten das Vorlesen. Teilweise tauchen auch in weiteren Initialen figürliche Darstellungen wie ein Graureiher oder die „Öhrchenschlange“ auf.

## Bedeutung

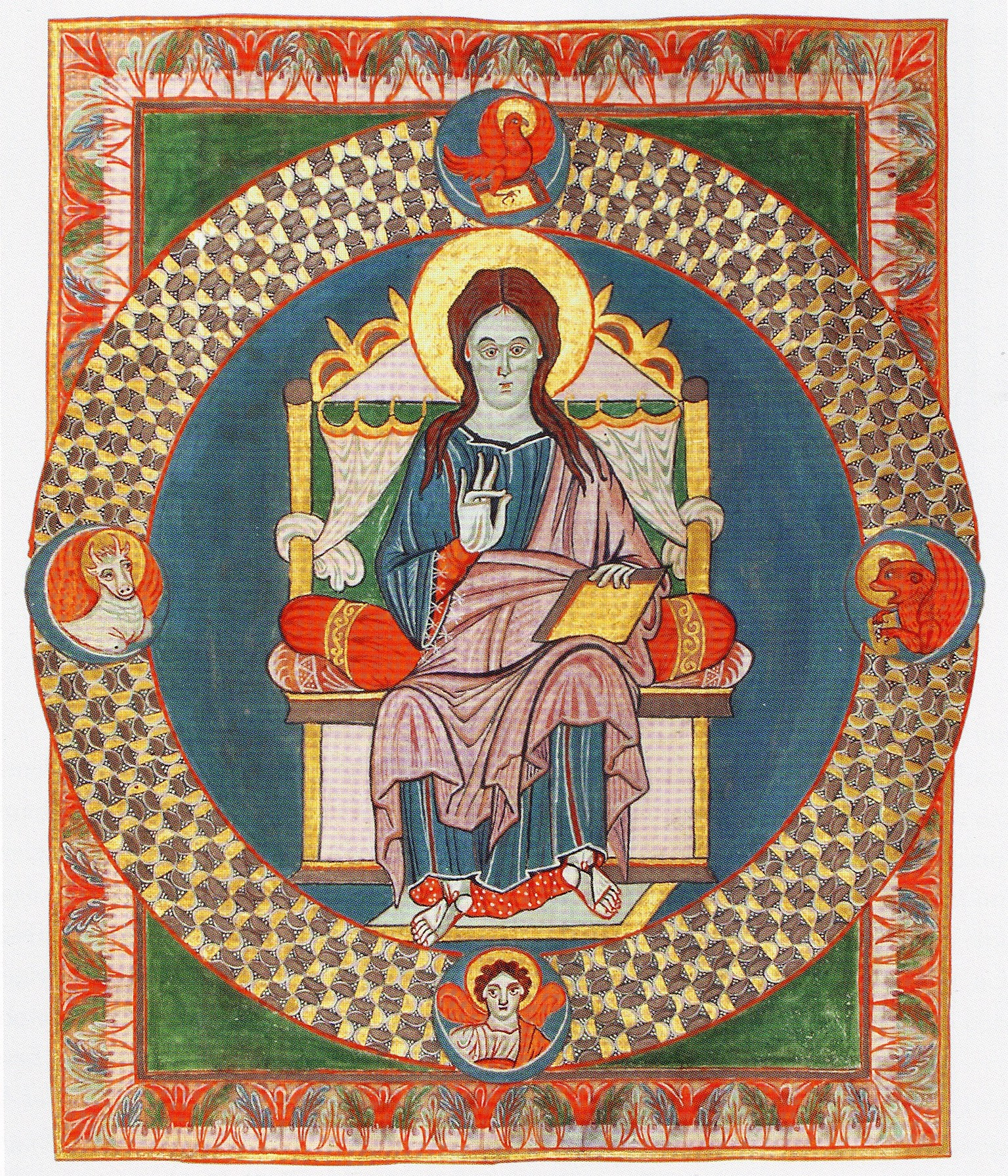
Majestas Domini (Darstellung des thronenden Christus, umgeben von den Symbolen der Evangelisten) (fol. 5v)

Der Codex zeigt, wie die Buchmalerei in der Zeit der ottonischen Könige an Vorbilder aus der Karolingerzeit anknüpft. Die figürlichen Darstellungen des Gero-Codex sind die frühesten aus dem Reichenauer Skriptorium. Über diese Darstellungen hinaus enthält der Gero-Codex eine Reihe von Zierseiten mit ornamentgeschmückten Initialen. Die Rankenornamente des Codex verraten Vorbilder aus dem Kloster von St. Gallen. Der Gero-Codex selbst begründete eine Tradition, in der die übrigen neun Handschriften der Eburnant-Gruppe oder Anno-Gruppe der Reichenauer Buchmalerschule stehen.
Keine andere der Reichenauer Handschriften orientierte sich so stark wie der Gero-Codex an karolingischen Vorbildern. Das Konzept der Widmungsbilder findet sich etwa bereits in De laudibus sanctae crucis des Hrabanus Maurus.
Insbesondere aber gibt es enge Bezüge zum Lorscher Evangeliar. Unklar ist allerdings, inwieweit Anno das ältere Werk selbst kannte. Allerdings gibt es deutliche Unterschiede. So ist der Hintergrund der Miniaturen im Lorscher Evangeliar atmosphärischer und die Figuren erscheinen als nicht so monumental wie beim Gero-Codex. Insgesamt sind die Bilder im jüngeren Codex einfacher gestaltet. Wichtiger ist das zeichnerische Element gegenüber Perspektive und Naturabbildung. Die Figuren sind im Verhältnis zu den Architekturelementen deutlich größer als beim karolingischen Vorbild und wirken vereinfacht. Die gewollte Einfachheit und Strenge in der ottonischen Malerei betont die sakralen Inhalte.
Die Bedeutung Annos und seines Werkes liegt vor allem darin, dass er offenbar Anregungen anderer Werke karolingischer, byzantinischer und möglicherweise auch römischer Herkunft in seinem Werk aufgenommen und vereint hat.

## Verbleibgeschichte

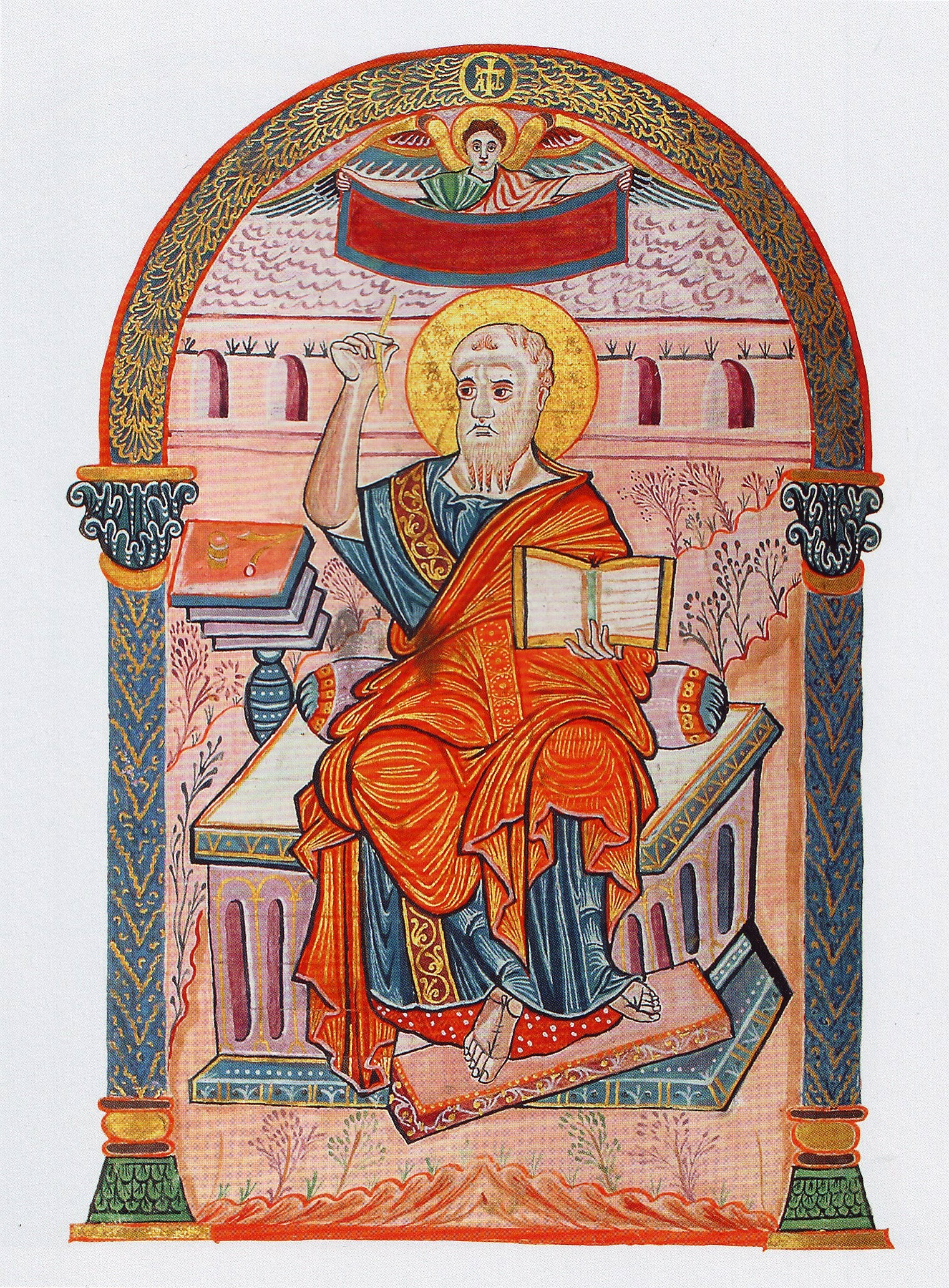
Der Evangelist Matthäus im Gero-Codex (fol 1^{v})

Welche Besitzer die Handschrift im Laufe der Jahrhunderte hatte, lässt sich nur durch Anhaltspunkte vermuten. Zunächst gehörte es lange der Kölner Dombibliothek und dürfte liturgischen Zwecken gedient haben. Doch Mitte des 18. Jahrhunderts, im Bibliotheksverzeichnis von Joseph Hartzheim, taucht das Werk nicht mehr auf. Früher glaubte man, es sei im Besitz des Klosters Grafschaft gewesen. Da es aber zu Beginn des 19. Jahrhunderts als das „gemalte Buch von Wedinghausen“ bekannt war, geht man heute allgemein davon aus, dass die Handschrift von Köln zu einem unbekannten Zeitpunkt in das 1170 gestiftete Prämonstratenserstift Wedinghausen gelangte. Möglicherweise gehörte das Buch dort bereits zur liturgischen Gründungsausstattung.
In dem Kloster verblieb es mehrere Jahrhunderte bis 1803, als das Kloster aufgelöst wurde. Der neue Landesherr, Landgraf und später Großherzog Ludwig I. von Hessen-Darmstadt, war persönlich an alten Kunstschätzen und Handschriften interessiert. Die zeitgenössische Beschreibung der drei Werke, die ihn besonders interessierten, ist allerdings wenig präzise. Das als Codex mit dem Hirsch bezeichnete Buch wird als der Hillinus-Codex identifiziert. Dieses befindet sich heute in der Kölner Dombibliothek (Dom-Handschrift 12). Der Hitda-Codex (Darmstadt Hs.1640) wurde als Codex von Meschede bezeichnet und der Gero-Codex als gemaltes Buch von Wedinghausen. Die letzten beiden Bücher ließ der Landgraf nach Darmstadt schaffen.
Der Gero-Codex gehörte zu den besonders kostbaren Besitztümern der Hofbibliothek Darmstadt. Diese Bedeutung behielt er auch im Zuge der Entwicklung zur heutigen Universitäts- und Landesbibliothek Darmstadt. Seit 1948 befindet sich der Gero-Codex im Besitz des Bundeslandes Hessen. Das Buch steht als digitale Faksimileausgabe auf CD und im Netz einem breiteren Publikum zur Verfügung.
Am 30. August 2003 wurde der Gero-Codex neben neun weiteren Handschriften der Reichenauer Buchmalerschule, darunter der Bamberger Apokalypse (Staatsbibliothek Bamberg Msc.Bibl.140) und dem Perikopenbuch Heinrichs II. (Bayerische Staatsbibliothek Clm 4452), in die Liste des Weltdokumentenerbes der UNESCO aufgenommen.

## Ausstellungen
Das Original ist aus konservatorischen Gründen nur selten in Ausstellungen zu sehen. Selbst zur Feier der Aufnahme in das Programm des Weltdokumentenerbes 2004 wurde auf der Insel Reichenau nur ein besonders sorgfältig gearbeitetes Vollfaksimile gezeigt.
In der Zeit vom 24. Oktober 2009 bis zum 17. Januar 2010 wurde der Gero-Codex in einer Ausstellung im Kloster Wedinghausen in Arnsberg gezeigt. Diese Ausstellung zeigte im Kern nur den Codex, der in einer klimatisierten Vitrine ausgestellt wurde. Aus konservatorischen Gründen war der Raum verdunkelt und das Buch wurde nur mit einer Lichtquelle so beleuchtet, dass die Buchmalereien am besten zur Geltung kamen. Ein studentisches Projekt der Fachhochschule Südwestfalen hat ergänzend in den übrigen Räumen des Ausstellungsbereichs eine Multimediapräsentation mit Bildern und Texten zur Gestaltung des Buches, Geschichte und Hintergründen gezeigt.
2024 wurde der Codex im Rahmen der Großen Landesausstellung „Welterbe des Mittelalters – 1300 Jahre Klosterinsel Reichenau“ in Konstanz gezeigt. Zu sehen war die Buchseite mit dem Evangelist Johannes.